# Rainbow Bridge (음반)
| 전문가 평가                   | 전문가 평가 |
| 평가 점수                     | 평가 점수   |
| 출처                          | 점수        |
| ----------------------------- | ----------- |
| AllMusic                      | [ 1 ]       |
| Christgau's Record Guide      | A–          |
| Classic Rock                  | 7/10        |
| Encyclopedia of Popular Music | [ 4 ]       |
| Mojo                          | [ 5 ]       |
| The Rolling Stone Album Guide | [ 6 ]       |
| Tom Hull – on the Web         | A−          |

《Rainbow Bridge》는 미국의 록 음악가 지미 헨드릭스의 컴필레이션 음반이다. 공식 음반사의 두 번째 사후 음반 발매였으며, 지미 헨드릭스 익스피리언스가 해체된 후 1969년과 1970년에 헨드릭스가 만든 음반들로 대부분 구성되어 있다. 커버 사진과 부제인 《Original Motion Picture Sound Track》에도 불구하고, 1971년 영화 《레인보우 브리지》의 콘서트 출연 동안 녹음된 어떤 노래도 포함되어 있지 않다.
첫 공식 사후 헨드릭스 음반인 《The Cry of Love》의 맥락에서 계속되는 《Rainbow Bridge》는 새로운 기타 스타일과 질감을 탐구한다. 〈The Star-Spangled Banner〉의 솔로 스튜디오 버전을 제외한 모든 곡들은 헨드릭스에 의해 작사, 작곡되었으며 드럼은 미치 미첼, 베이스는 빌리 콕스와 함께 연주되었다.
《Rainbow Bridge》는 헨드릭스가 그의 네 번째 스튜디오 음반 〈Dolly Dagger〉, 〈Earth Blues〉, 〈Room Full of Mirrors〉, 〈Hear My Train A Comin'〉(〈Getting My Heart Back Together〉라고도 함), 〈Hey Baby (New Rising Sun)〉의 트랙 목록에 포함시킨 다섯 곡을 포함하고 있다. 〈Room Full of Mirrors〉는 1995년 《Voodoo Soup》에 추가되었고 라이브 〈Hear My Train A Comin'〉을 제외한 모든 곡이 1997년 《First Rays of the New Rising Sun》에 포함되었는데, 이는 헨드릭스가 사망할 당시 작업하고 있던 더블 음반을 발표하기 위한 시도였다.

## 배경
제목에도 불구하고, 《Rainbow Bridge》는 같은 이름의 영화의 사운드트랙이 아니라 1968년과 1970년 사이에 계획되었지만 완성되지 않은 그의 더블 음반 《First Rays of the New Rising Sun》의 일부를 포함한 여러 소스의 라이브 곡과 스튜디오 녹음의 모음이었다. 〈Look Over Yonder〉는 헨드릭스가 1966년 여름 그의 그룹 지미 제임스 앤 더 블루 플레임스와 함께 뉴욕 그리니치 빌리지에서 공연하는 동안 〈Mr. Bad Luck〉으로 시작되었다. 《Rainbow Bridge》에 포함된 버전은 1968년 익스피리언스에 의해 녹음되었다. 〈Room Full of Mirrors〉는 익스피리언스에 의해 라이브로 연주되었으며, 1971년 《Experience》에 한 개의 녹음이 등장했다. 〈Hear My Train A Comin'〉은 익스피리언스로 거슬러 올라가는 또 다른 노래이다. 그들은 여러 스튜디오 녹음을 시도했지만, 이것들은 (콕스와 버디 마일스와 함께 한 버전과 함께) 넘어갔고 1970년 5월 30일 버클리 커뮤니티 극장에서 열린 첫 공연의 라이브 녹음이 대신 사용되었다. 1971년 콘서트 영화 《지미 플레이즈 버클리》에 편집된 버전이 등장한다.
〈Room Full of Mirrors〉와 〈Earth Blues〉의 새로운 스튜디오 녹음은 나중에 미첼이 드럼 부분을 더빙했지만 콕스와 마일스와 함께 크게 완성된 몇 안 되는 스튜디오 녹음 중 하나이다. 〈Izabella〉와 〈Stepping Stone〉 두 곡이 싱글로 발매되었지만, 헨드릭스는 제안된 네 번째 음반을 위해 그것들을 다시 작업하기를 원했다. 하지만, 〈Dolly Dagger〉과 〈Room Full of Mirrors〉가 《The Cry of Love》에서 보류된 것처럼, 이것들은 마지막 단계에서 《Rainbow Bridge》 트랙 목록에서 제외되었다. 대신에 그들은 다음 사후 발표된 《War Heroes》를 개선하는 데 사용되었다. 〈The Star-Spangled Banner〉는 헨드릭스의 1969년 솔로 스튜디오 녹음이다. 나머지 곡들은 1970년 6월과 8월 사이에 미첼과 콕스와 함께 녹음되었다.

## 곡 목록
모든 곡들은 특별한 언급이 없는 한 지미 헨드릭스에 의해 작사/작곡하였다.
| #  | 제목                     | 작사·작곡                            | 재생 시간 |
| -- | ------------------------ | ------------------------------------ | --------- |
| 1. | 〈Dolly Dagger〉         |                                      | 4:45      |
| 2. | 〈Earth Blues〉          |                                      | 4:20      |
| 3. | 〈Pali Gap〉             |                                      | 5:05      |
| 4. | 〈Room Full of Mirrors〉 |                                      | 3:17      |
| 5. | 〈Star-Spangled Banner〉 | 프랜시스 스콧 키, 존 스태퍼드 스미스 | 4:07      |

| #  | 제목                              | 재생 시간 |
| -- | --------------------------------- | --------- |
| 1. | 〈Look Over Yonder〉              | 3:28      |
| 2. | 〈Hear My Train A Comin'〉 (Live) | 11:15     |
| 3. | 〈Hey Baby (New Rising Sun)〉     | 6:05      |